# Чита ди Дженова
Чита ди Дженова (итал. Città di Genova) — итальянский пассажирский теплоход. В годы Второй мировой войны использовался Королевскими ВМС Италии в качестве вспомогательного крейсера. В январе 1943 года торпедирован и потоплен британской подводной лодкой «Тигрис». Вместе с крейсером погибли около ста греческих заложников, известных офицеров и интеллигентов, которых везли на борту в концлагеря Италии.

## История
Теплоход «Чита ди Дженова» был построен в период между 1929 и 1930 годами на верфи Cantiere navale Riuniti di Palermo (согласно другим источникам, на верфи Cantiere navale Riuniti di Ancona) для итальянской судоходной компании Florio, зарегистрированной в Риме, также как и однотипный Città di Palermo.
Характеристики теплохода на момент постройки: тоннаж 5413 брутто, длина — 125,5 метров, ширина — 15,5 метров. Теплоход был оснащён двумя 6-цилиндровыми дизельными двигателями мощностью в 1900 HP, которые приводили в действие два винта, обеспечивавшими высокую для торгового теплохода скорость в 18—19 узлов.
В марте 1932 года Florio объединилась с итальянской компанией Compagnia Italiana Transatlantica (CITRA), образовав компанию «Tirrenia Flotte Riunite Florio-Citra», которая после 21 декабря 1936 года, объединившись с другими небольшими компаниями, сформировала компанию Tirrenia — Compagnia Italiana di Navigazione.
Città di Genova был зарегистрирован под номером 154 в порту его приписки, Палермо.
В 30-е годы судно использовалось для перевозки пассажиров на линии Палермо-Неаполь-Тунис-Триполи.
13 июня 1940 года, через три дня после вступления Италия во Вторую мировую войну, Città di Genova был реквизирован Королевскими ВМС Италии и вошёл в состав флота в качестве вспомогательного крейсера, с номером вымпела D 4.
Крейсер был вооружён четырьмя 120-мм/45 орудиями, двумя 20-мм/65 зенитными орудиями и двумя 13,2-мм пулемётами.
Основным назначением вспомогательного крейсера было сопровождение конвоев для транспортировки войск и грузов.

## Греко-итальянская война
28 октября 1940 года итальянские войска вторглись в Грецию с территории Албании. Греческая армия отразила нападение. Одержав победы в сражениях на Пинде, в котором отличилась бригада полковника Константина Давакиса, и при Элеа-Каламас, греческая армия перенесла военные действия на территорию Албании. Это была первая победа стран антифашистской коалиции против сил Оси. Полковник Давакис был тяжело ранен и выбыл из строя.
Успешные действия греков и весеннее наступление итальянцев в марте 1941 года в Албании показали, что итальянская армия не способна изменить ход событий самостоятельно, что привело к вмешательству Германии. Германское вторжение в Грецию началось 6 апреля 1941 года, после чего последовала германо-итало-болгарская оккупация страны. Греция была разделена на три зоны оккупации.

## Città di Genovaв оккупированной Греции и Северной Африке
2 сентября 1941 года вспомогательный крейсер отшвартовался в греческом порту Патры, где принял спасённых с теплохода Cilicia, который 28 августа был торпедирован и потоплен британской подлодкой HMS Rorqual при переходе из Бриндизи в Бенгази (4 сентября людей пересадили на пароход «Аргентина»).
14 ноября 1941 года Città di Genova, имевший на борту 562 солдат, 104 тонн припасов и 60 тонн других материалов, вышел из Таранто вместе с другим вспомогательным крейсером, Città di Napoli, (груз: 130 тонн продовольствия и материалов, а также 697 солдат). Конвой сопровождали эсминцы Antonio Pigafetta и Giovanni da Verrazzano. Два дня спустя конвой прибыл в Бенгази.
Несколькими днями позднее вспомогательный крейсер покинул бухту Суда на острове Крит, направляясь в Бенгази, куда пришёл 21 ноября вместе с Città di Tunisi и вспомогательными судами.
13 января 1942 года Città di Genova во время внезапного шторма оборвал швартовы и протаранил небольшой пароход Capri.
В апреле 1942 года командование Città di Genova принял капитан Марко Вивальди Паскуа (итал. Marco Vivaldi Pasqua), который однако не оставался капитаном до гибели судна. 23 апреля судно случайно было повреждено сервисными лодками Люфтваффе  FL.B 212, FL.B 214 e FL.B 410.

## Греческие заложники
С самого начала германо-итало-болгарской оккупации Греции инициативу по развёртыванию широкого движения Сопротивления взяла на себя Коммунистическая партия Греции. С привлечением других партий в сентябре 1941 года был создан Национально-освободительный фронт Греции (ЭАМ), который затем приступил к созданию Народно-освободительной армии Греции (ЭЛАС).
Подвергаясь нападениям греческих партизан и групп Сопротивления, итальянские оккупационные власти в своей зоне оккупации стали принимать кроме карательных мер также и превентивные меры.
К концу 1942 года итальянцы произвели в своей зоне аресты большого числа людей, либо подозреваемых в участии в Сопротивлении, либо потенциально представлявших для них опасность, как то офицеров и интеллигентов.
Арестованные должны были быть отправлены в концлагеря Италии.
В числе партии заложников, отправленных в Италию на Città di Genova, находилась большая группа офицеров, включавшая 7 полковников греческой армии.
Среди них был и герой греко-итальянской войны полковник Константин Давакис, который до декабря 1942 года ещё находился в госпитале в Афинах и не оправился полностью от тяжёлого ранения.
Полковник Давакис и слава, окружавшая его имя, представляли потенциальную опасность для итальянского оккупационного режима:18)
К тому же историк Т. Герозисис подтверждает, что к 1942 году полковник Давакис уже состоял в ЭАМ:534.
Заложники происходили из всех регионов итальянской зоны оккупации.
Выделялась группа из 23 греческих офицеров с острова Закинф, который итальянские оккупационные власти намеревались присоединить к Италии. Некоторые из них были членами тайной подпольной организации «Национальный военный союз». Источники Греческого Сопротивления отмечают, что в последний момент на борт Città di Genova была поднята большая группа участников Сопротивления из города Ламия, перевезённых сюда из тюрьмы города Лариса:21.

## Последний рейсCittà di Genova

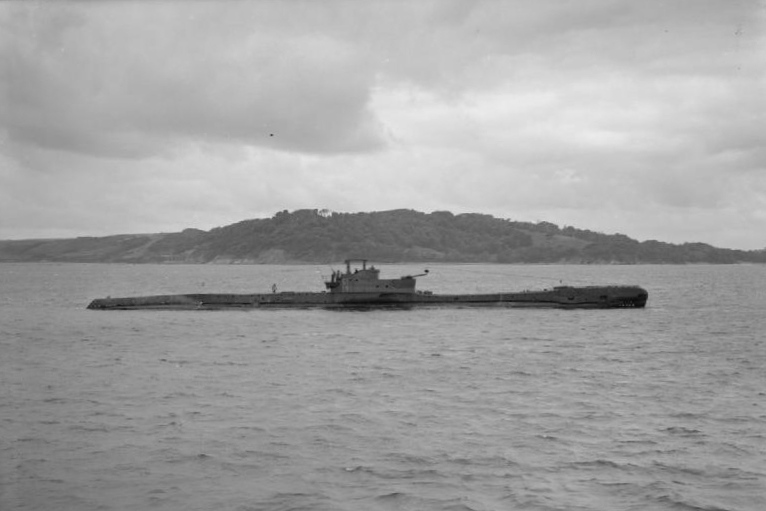
Британская подводная лодка HMS Tigris

20 января 1943 Città di Genova покинул Патры, направившись в Бари. На борту находились 490 человек: 132 членов экипажа, 200 итальянских солдат (отпускники и раненые), 158 греческих заложников и двое новозеландских пленных — капитан J. L. Harrison и капрал F. I. A. Woollams).
В 13:15 21 января вспомогательный крейсер, следовавший без сопровождения, подвергся атаке британской подводной лодки «Тигрис», которая призвела залп пятью торпедами. Две торпеды поразили цель и в 13.20 Città di Genova затонул примерно в 25 милях к западу от острова Сазани (координаты 40°32' N e 18°35' E), взяв с собой на дно около трети находившихся на борту.
Согласно другой версии, судно было поражено в 13:15 в 19 милях от Сазани первой же торпедой, затем «Тигрис» преследовала его и добила второй торпедой, после чего Città di Genova опрокинулся и затонул. В результате чего на шлюпке, которая ещё не была спущена, погибли все находившиеся там люди, включая командира Vivaldi Palma.
В 22:30 пароход Eolo, одно из реквизированных вспомогательных судов XXXV флотилии, ошвартованных в то время в Сазани, получил приказ быть готовым к выходу в море.
В 23:00 пароходу было приказано выйти для спасения оставшихся в живых с Città di Genova.
В 23:20 Eolo обнаружил в пяти милях от Сазани катер вспомогательного крейсера, до которого дошёл через четверть часа, подобрав 26 членов экипажа Città di Genova (трёх офицеров, двух унтер-офицеров, двадцать одного моряка) и двух греческих заложников.
Оставшиеся в живых получили первую медицинскую помощь (некоторые из них были ранены) и были высажены в Сазани.
Eolo вновь вышел в море в 0:35 22 января и находился в районе происшествия до семи утра, продолжая поиск других пострадавших.
После получения информации от самолёта воздушного наблюдения Eolo отошёл 7 миль от Сазани, подобрав 15 трупов.
Вернувшись в Сазани, пароход вновь отправился в 4:30 23 января в район, который считался местом гибели крейсера, однако обнаружил лишь пятна нефти на поверхности.
Между тем, 22 января итальянская канонерская лодка подобрала другую шлюпку, перегруженную итальянцами и греками (на борту находился и новозеландец капрал Woollams, в то время как капитан Harrison пропал при оставлении судна).
Вместе с другими подразделениями военно-морских сил экипаж Eolo подобрал в общей сложности чуть менее трёх сотен человек.
В общей сложности пропали 173 человека.

## Греческие источники
Источники Греческого Сопротивления приводят поимённый список из 81 погибшего греческого заложника. Среди них 6 полковников, включая полковника Давакиса:21.
Труп Давакиса был вынесен морем на берег у города Авлона (Влёра), был опознан местным греческим населением и захоронен здесь же. После войны останки были перезахоронены в Афинах. Т. Герозисис указывает имя только одного выжившего старшего офицера — полковника А. Ласкариса:534. Помимо 81 погибших, чьи имена известны, источники Греческого Сопротивления указывают, что погибла вся группа заключённых из города Ламия, а их именами источники не располагают:21.